# 제1특전단
제1특전단(1st Special Forces Group)은 미국 육군 특전부대의 7개 집단 중 하나이다.

## 역사
제1특전단의 기원은 악마의 여단(Devil's Brigade)으로도 알려진 제1특별임무대, 1연대, 1대대, 2중대이다. 중대는 1942년 7월 9일, 몬태나주 포트 윌리엄 헨리 헤리슨에서 창설되었고, 1945년 12월 5일 프랑스의 망통에서 해산하였다.
1957년 6월 24일, 일본에서 창설되었다.
1974년 6월 30일, 노스캐롤라이나주 포트 브래그에서 해산하였다.
1984년 9월 1일, 워싱턴 주의 포트 루이스에서 재소집되었다.
2014년 9월 30일, 새로 창설된 제1특전사령부으로 전속되었다.

## 편성
- 본부 및 본부중대
- 단 지원중대

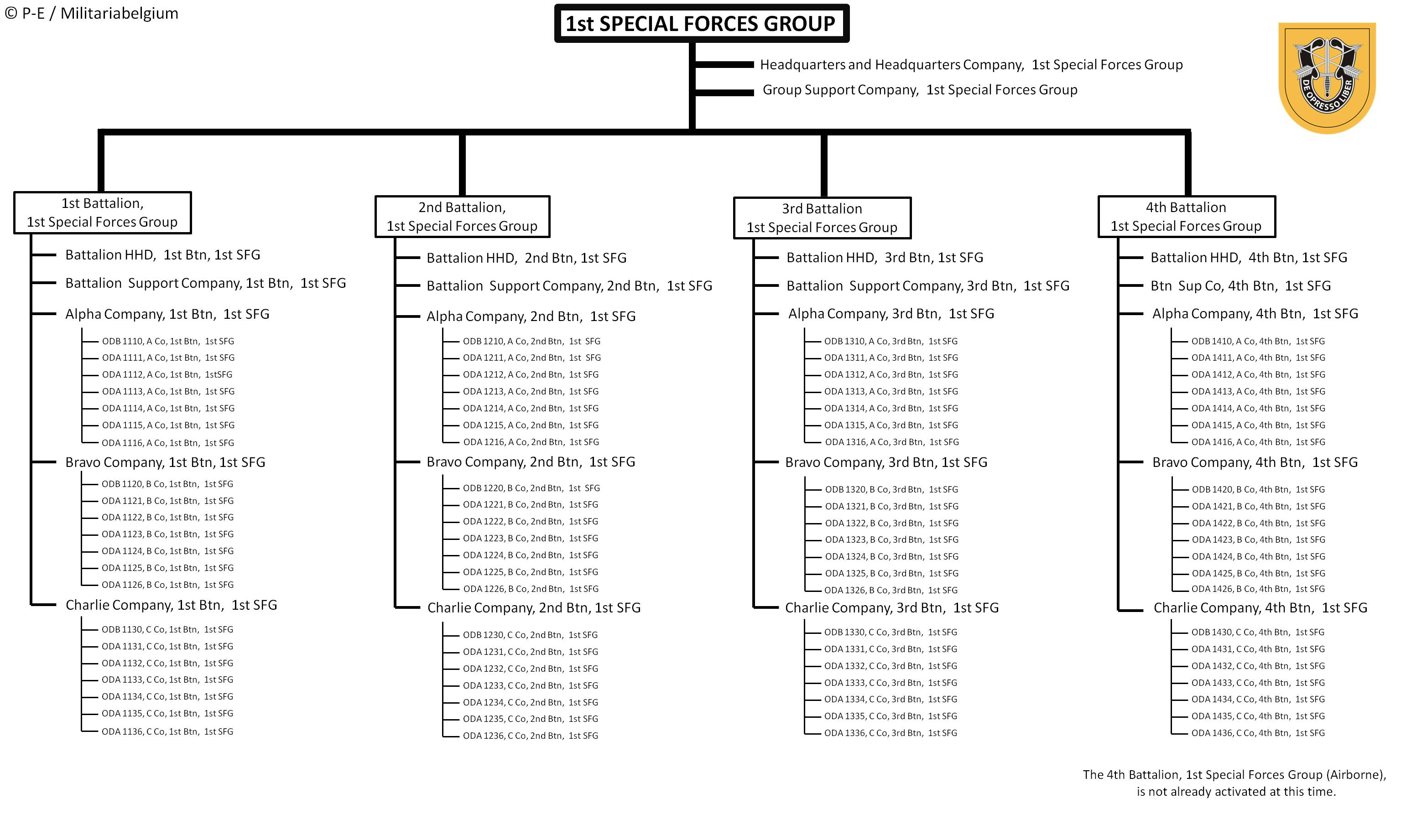
제1특전단의 현재 구조와 ODA 코드

- 제1대대 - 일본 오키나와현 요미탄촌, 도리이 스테이션
- 제2대대 - 워싱턴주, 루이스-맥코드 합동 기지
- 제3대대 - 워싱턴 주, 루이스-맥코드 합동 기지
- 제4대대 - 워싱턴 주, 루이스-맥코드 합동 기지

- 제39특전분견대 - 대한민국 서울특별시 용산구 캠프 킴
- 제46특전중대[1] - 태국 코랏 캠프 프렌드쉽; 1965년 ~ 1970년

## 사진첩

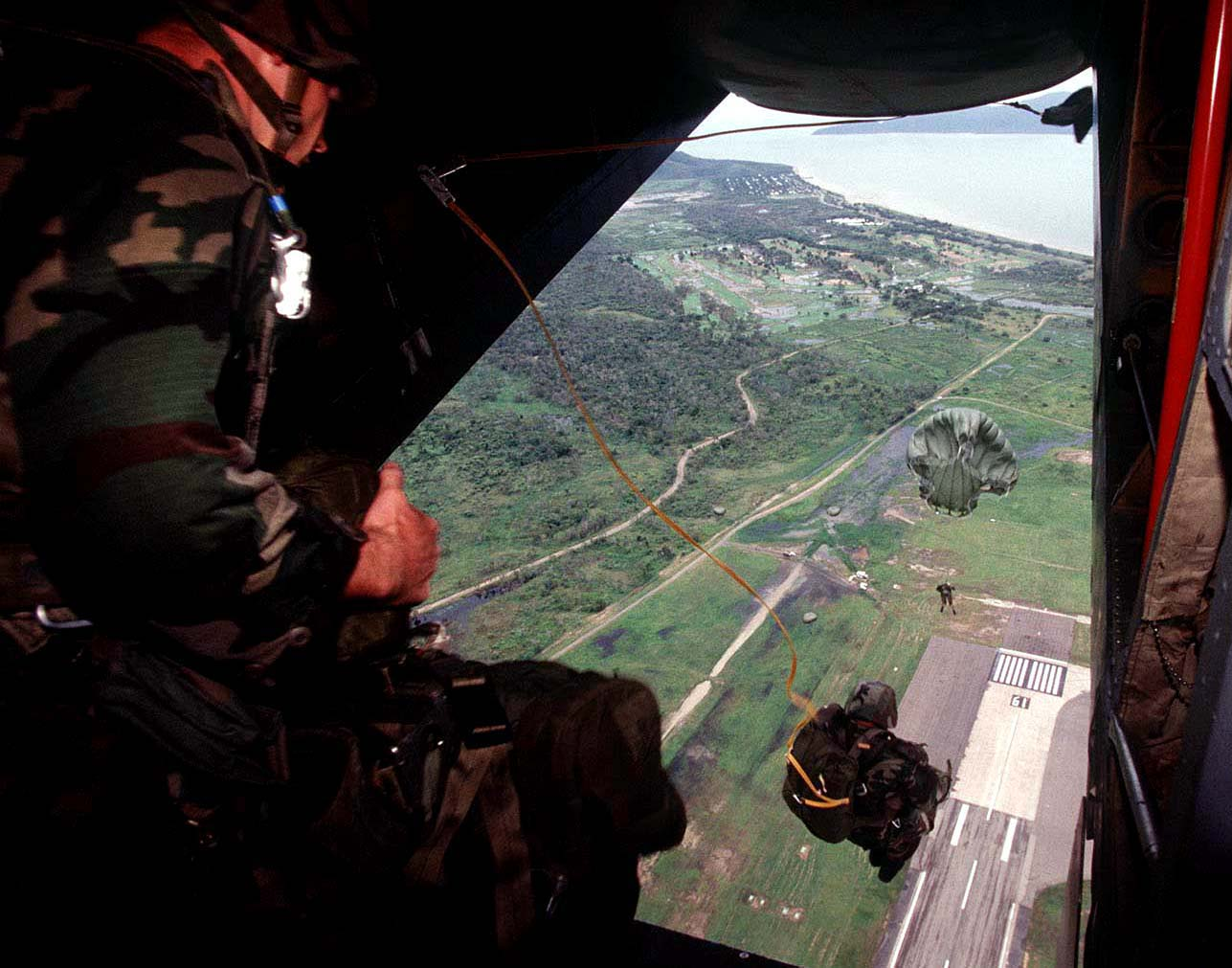
Tandem Thrust '97에 참가하여 RAAF 타운스빌 기지에서 낙하 훈련중인 제1특전단, 1대대원들. 1997년 3월 3일 촬영.
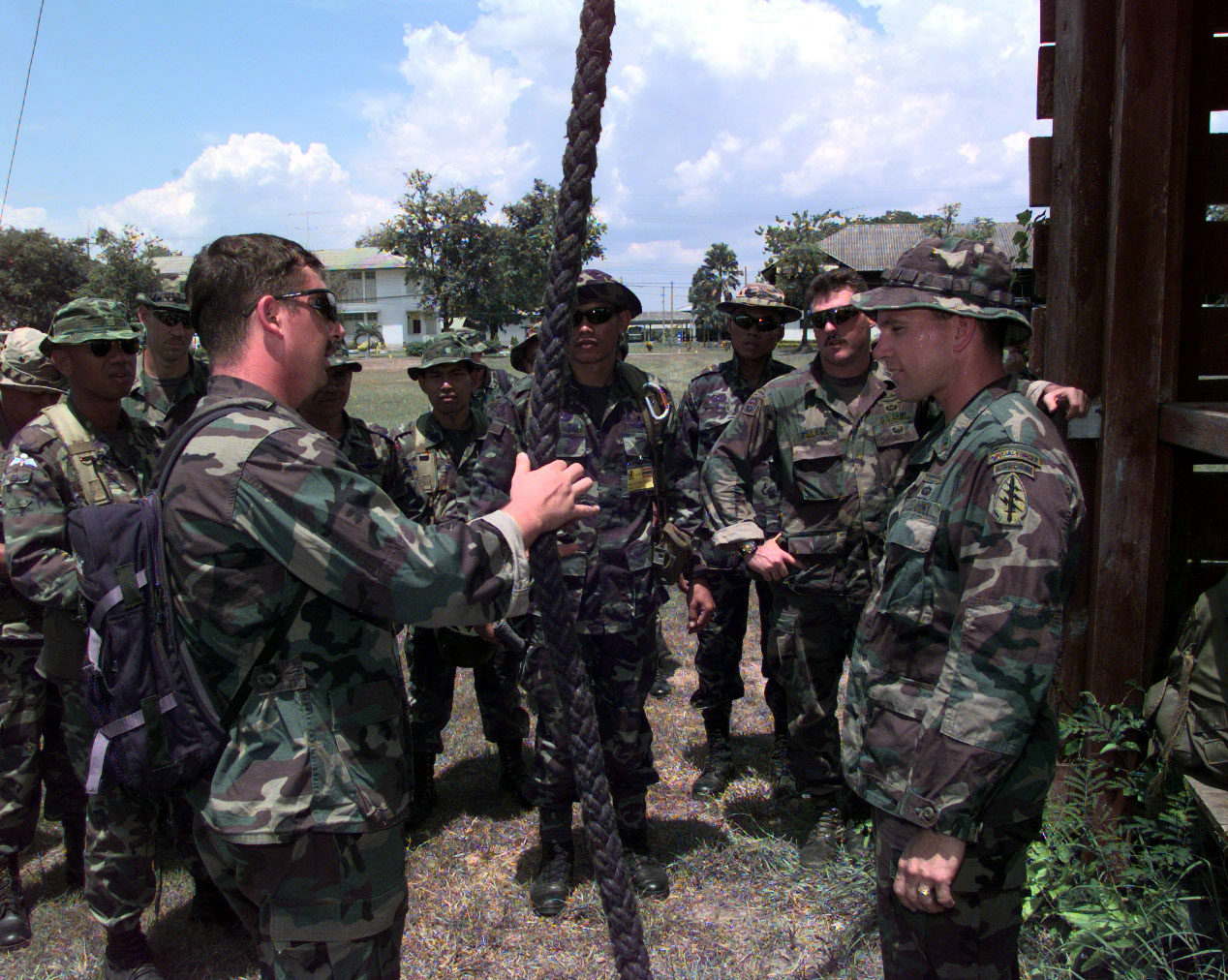
타이 왕립 특수부대 요원들을 가르치고 있는 2명의 제1특전단 요원. 1998년 5월 17일 촬영.

## 기록

### 계보
- 1942년 7월 5일 - 제1특별임무대, 1연대, 1대대, 2중대(2d Company, 1st Battalion, First Regiment, 1st Special Service Force)
- 1957년 6월 14일 - 제1특전단, 본부 및 본부중대(Headquarters and Headquarters Company, 1st Special Forces Group)
- 1960년 4월 15일 - 정규군 제1특전부대, 1특전단, 본부 및 본부중대(Headquarters and Headquarters Company, 1st Special Forces Group, 1st Special Forces)
  - 1960년 4월 15일 - 1942년 6월 19일에 창설된 제1레인저보병대대, B중대의 계보를 통합함.
  - 1960년 9월 30일 - 1957년 6월 24일에 창설된 제1특전단, 본부 및 본부중대의 계보를 통합함.
  - 1986년 2월 3일 - 제1레인저보병대대, B중대의 계보가 제75보병, N중대의 계보와 통합되어 제75레인저연대, N중대로 개편되었다. 이제부터 개별 계보로 취급됨.
- 2005년 10월 1일 - 제1특전연대, 1특전단(1st Special Forces Group, 1st Special Forces Regiment)

### 참가 전역
| 스트리머        | 내역              |
| --------------- | ----------------- |
| 제2차 세계 대전 | 알류쟌 제도       |
| 제2차 세계 대전 | 나폴리-포기아     |
| 제2차 세계 대전 | 안지오            |
| 제2차 세계 대전 | 로마-아르노       |
| 제2차 세계 대전 | 남프랑스 (화살촉) |
| 제2차 세계 대전 | 라인란트          |
| 테러와의 전쟁   |                   |

### 장식
| 스트리머                | 내역                                      |
| ----------------------- | ----------------------------------------- |
| 필리핀 대통령 부대 표창 | 필리핀 대통령 부대 표창, 1972년 7월 ~ 8월 |
| 육군 공로부대표창       | 태평양 지역, 1972년 ~ 1973년              |
| 육군 공로부대표창       | 아시아, 2002년                            |
| 육군 우수부대표창       | 2013년                                    |

## 참고
1. ↑  “46th Special Forces Company” (PDF) (영어). 2017년 11월 27일에 확인함.

- “1st Special Forces Group, 1st Special Forces Regiment”. 《history.army.mil》 (영어). 미국 육군 역사관. 2016년 10월 3일. 2017년 11월 27일에 확인함.
- “1st Special Forces Group (Airborne), 1st Special Forces Regiment”. 《globalsecurity.org》 (영어). 2012년 8월 2일. 2017년 11월 27일에 확인함.